# Bunopithecus
Bunopithecus là một chi động vật có vú trong họ Hylobatidae, bộ Linh trưởng. Chi này được Matthew and Granger miêu tả năm 1923. Loài điển hình của chi này là Bunopithecus sericus Matthew and Granger, 1923 (a fossil species).

## Các loài
Trước đây chi này gồm 2 loài là Bunopithecus sericus (đã tuyệt chủng) và Bunopithecus hoolock. Tuy nhiên, sau này các nhà khoa học đã tách B. hoolock thành chi Hoolock với hai loại riêng rẽ.